# Göran Järvefelt
Lars Göran Järvefelt, född 3 augusti 1947 i Edsbyn, död 30 november 1989 i Stockholm, var en svensk regissör, specialiserad på opera.

## Biografi
Järvefelt var son till Lars Erik Järvefelt. Efter utbildning till skådespelare, 1968, på Dramaten i Stockholm arbetade han där i åtta år innan han bestämde sig för att bli operaregissör. 1977–79 tjänstgjorde han som  Oberspielleiter vid Musikteatern i Revier i Gelsenkirchen. Mellan 1977 och 1989 arbetade med scenografen Carl Friedrich Oberle. Detta team vann internationell berömmelse för sina operaproduktioner i många verk av Wolfgang Amadeus Mozart, Richard Strauss, Richard Wagner, Claudio Monteverdi, Engelbert Humperdinck, Jacques Offenbach, Francis Poulenc, Gioachino Rossini, Antonio Salieri, Alessandro Stradella, Kurt Weill och Giuseppe Verdi.
1979 ansvarade Järvefelt för produktionen av Mozarts Don Giovanni vid Drottningholmsteatern och exempelvis uppsättningar av Titus och Trollflöjten i samarbete med Arnold Östman. Järvefelt var verksam på Drottningsholmsteatern under hela 1980-talet.
Järvefelt var även verksam på Kungliga Teatern där han bland annat regisserade Barberaren i Sevilla (1977),
Karmelitsystrarna (1981), Salome (1982), Orfeus i underjorden (1985) Maskeradbalen (1985) och Christina (1986) av Hans Gefors.
Som teaterregissör, mestadels verksam med drama av främst Henrik Ibsen, Aristofanes, Austregésilo de Athayde (1898–1993) och William Shakespeare.[källa behövs]
Järvefelt regisserade flertal produktioner även i  Norge, Danmark, Tyskland, Holland, Schweiz, Frankrike, England, Italien, USA, Kanada och Australien.
År 1989 dog han av en hjärntumör. Han är begravd på Ovanåkers kyrkogård.

## Priser och utmärkelser
- 1979 – Svenska Dagbladets operapris.[2]

## Filmografi
- 1976 – Sjung vackert om kärlek som Doktor (skådespelare)
- 1976 – Långt borta och nära
- 1981 – Le nozze di Figaro (TV, operaregissör)
- 1981 – Lysistrate (TV, producent)
- 1984 – Così fan tutte (TV, producent)
- 1986 – The Magic Flute  (TV, inspicient)
- 1987 – La clemenza di Tito (TV, producent och regissör)
- 1988 – Christina (TV, operaregissör)
- 1988 – La finta giardiniera (TV, operaregissör)
- 1989 – Die Zauberflöte (TV-Komödie) (operaregissör)
- 1991 – Don Giovanni (TV, producent och regissör)
- 1994 – Così fan tutte (TV, operaregissör)

## Teater

### Roller (ej komplett)
| År   | Roll                       | Produktion                           | Regi             | Teater   |
| ---- | -------------------------- | ------------------------------------ | ---------------- | -------- |
| 1970 | Acaste                     | Misantropen (Le Misanthrope) Molière | Frank Sundström  | Dramaten |
| 1971 | Löjtnant 3 Yngling         | Sol, vad vill du mig? Birger Norman  | Ingvar Kjellson  | Dramaten |
| 1971 | Herman Strunt-Prostatowicz | Modern Stanislaw Ignacy Witkiewicz   | Alf Sjöberg      | Dramaten |
| 1974 | Britannicus                | Britannicus Jean Racine              | Ernst Günther    | Dramaten |
| 1974 | Jens Sanddosa              | Den jäktade Ludvig Holberg           | Henning Moritzen | Dramaten |

### Regi (ej komplett)
| År   | Produktion           | Upphovsmän   | Teater   |
| ---- | -------------------- | ------------ | -------- |
| 1976 | John Gabriel Borkman | Henrik Ibsen | Dramaten |